# Mecardonia
Mecardonia je biljni rod iz porodice trpučevki (Plantaginaceae) opisan 1794.. Sastoji se od deset vrsta trajnica i Južne i Sjeverne Amerike.
Listovi su nasuprotni.

## Vrste
1. Mecardonia acuminata (Walter) Small
2. Mecardonia berroi Marchesi
3. Mecardonia exilis (Brandegee) Pennell
4. Mecardonia grandiflora (Benth.) Pennell
5. Mecardonia kamogawae Greppi & J.C.Hagiw.
6. Mecardonia procumbens (Mill.) Small
7. Mecardonia pubescens Rossow
8. Mecardonia reneeae Greppi & M.M.Sosa
9. Mecardonia serpylloides (Cham. & Schltdl.) Pennell
10. Mecardonia vandellioides (Kunth) Pennell

## Sinonimi
- Pagesia Raf.
- Endopogon Raf.